# The Flying Opera
The Flying Opera az Avantasia együttes első élő, koncertkiadványa, mely a 2008-as világ körüli turnét örökíti meg. A felvételek két helyszínen, a németországi Wacken Open Air nagyszínpadán és a csehországi Vizovice-ben megrendezett Masters of Rock fesztiválon készültek. A kiadvány dupla-DVD és dupla-CD formátumban jelent meg 2011 tavaszán.

## DVD

### DVD 1
Live at Wacken Open Air 2008 & Masters Of Rock Festival, Vizovice 2008
1. "Twisted Mind"
2. "The Scarecrow"
3. "Another Angel Down"
4. "Prelude/Reach Out For The Light"
5. "Inside"
6. "No Return"
7. "The Story Ain‘t Over"
8. "Shelter From The Rain"
9. "Lost In Space"
10. "I Don‘t Believe In Your Love"
11. "Avantasia"
12. "Serpents In Paradise"
13. "Promised Land"
14. "The Toy Master"
15. "Farewell"
16. "Sign Of the Cross/The Seven Angels (Medley)"

### DVD 2
Dokumentumfilm és videóklippek
1. Around The World In 20 Days – The Movie (dokumentumfilm)
2. Lost In Space (videóklip)
3. Carry Me Over (videóklip)
4. Carry Me Over (Így készült...)
5. Dying For An Angel (videóklip)

## CD

### CD 1
|     | Cím                     | Hossz |
| --- | ----------------------- | ----- |
| 1.  | Twisted Mind            | 6:42  |
| 2.  | The Scarecrow           | 11:53 |
| 3.  | Another Angel Down      | 5:25  |
| 4.  | Prelude                 | 1:46  |
| 5.  | Reach Out For The Light | 6:24  |
| 6.  | Inside                  | 7:01  |
| 7.  | No Return               | 5:04  |
| 8.  | The Story Ain’t Over    | 5:29  |
| 9.  | Shelter From The Rain   | 7:03  |
| 10. | Lost In Space           | 3:54  |

### CD 2
|    | Cím                                         | Hossz |
| -- | ------------------------------------------- | ----- |
| 1. | I Don't Believe In Your Love                | 6:50  |
| 2. | Avantasia                                   | 5:08  |
| 3. | Serpents in Paradise                        | 7:26  |
| 4. | Promised Land                               | 5:37  |
| 5. | The Toy Master                              | 6:24  |
| 6. | Farewell                                    | 6:15  |
| 7. | Sign Of The Cross/The Seven Angels (Medley) | 17:55 |

## Közreműködők

### Ének
- Tobias Sammet (Edguy) - minden számban
- Jørn Lande (Masterplan, Jorn, ARK, Ayreon) - a 02., 03., 12., 13. és 16. számban
- Andre Matos (Shaman) - 04., 05., 06., 07., 08. és 16. számban
- Bob Catley (Magnum) - 08. és 16. számban
- Kai Hansen (Gamma Ray) - 14. és 16. számban
- Oliver Hartmann (ex-At Vance) - 10. és 16. számban

### Vokál
- Amanda Somerville (Epica, Trillium) - emellett ének a 15. és 16. számban
- Cloudy Yang

### Gitár
- Sascha Paeth (Edguy, Kamelot, Epica) - minden számban
- Oliver Hartmann (ex-At Vance) - minden számban
- Henjo Richter (Gamma Ray) - 14. számban

### Basszusgitár
- Robert Hunecke-Rizzo (ex-Heavens Gate)

### Dobok
- Felix Bohnke (Edguy)

### Billentyűs hangszerek
- Miro, alias Michael Rodenberg (ex-Brainstorm, Kamelot)